# 2230 Yunnan
2230 Yunnan eller 1978 UT1 är en asteroid i huvudbältet som upptäcktes den 29 oktober 1978 av Purple Mountain-observatoriet i Nanjing, Kina. Den är uppkallad efter den kinesiska provinsen Yunnan.
Asteroiden har en diameter på ungefär 11 kilometer och den tillhör asteroidgruppen Koronis.